# Tönisvorst
Tönisvorst – miasto w zachodnich Niemczech, w kraju związkowym Nadrenia Północna-Westfalia, w rejencji Düsseldorf, w powiecie Viersen. W 2010 roku liczyło 29 699 mieszkańców.

## Współpraca
Miejscowość partnerska:
- Vorst, Belgia